# Platymetopius dedaleus
Platymetopius dedaleus är en insektsart som beskrevs av Dubovsky 1970. Platymetopius dedaleus ingår i släktet Platymetopius och familjen dvärgstritar. Inga underarter finns listade i Catalogue of Life.